# Stade Dasarath-Rangasala
Le stade Dasarath-Rangasala est un stade du Népal situé à Katmandou. Il sert pour les rencontres officielles du pays, notamment pour l'équipe du Népal de football.
Sa capacité est de 25 000 places dont 5 000 assises.
Il a été le théâtre d'une catastrophe en 1988, une bousculade déclenchée par un orage de grêle ayant tué 93 personnes.